# Día de la Hadrajá

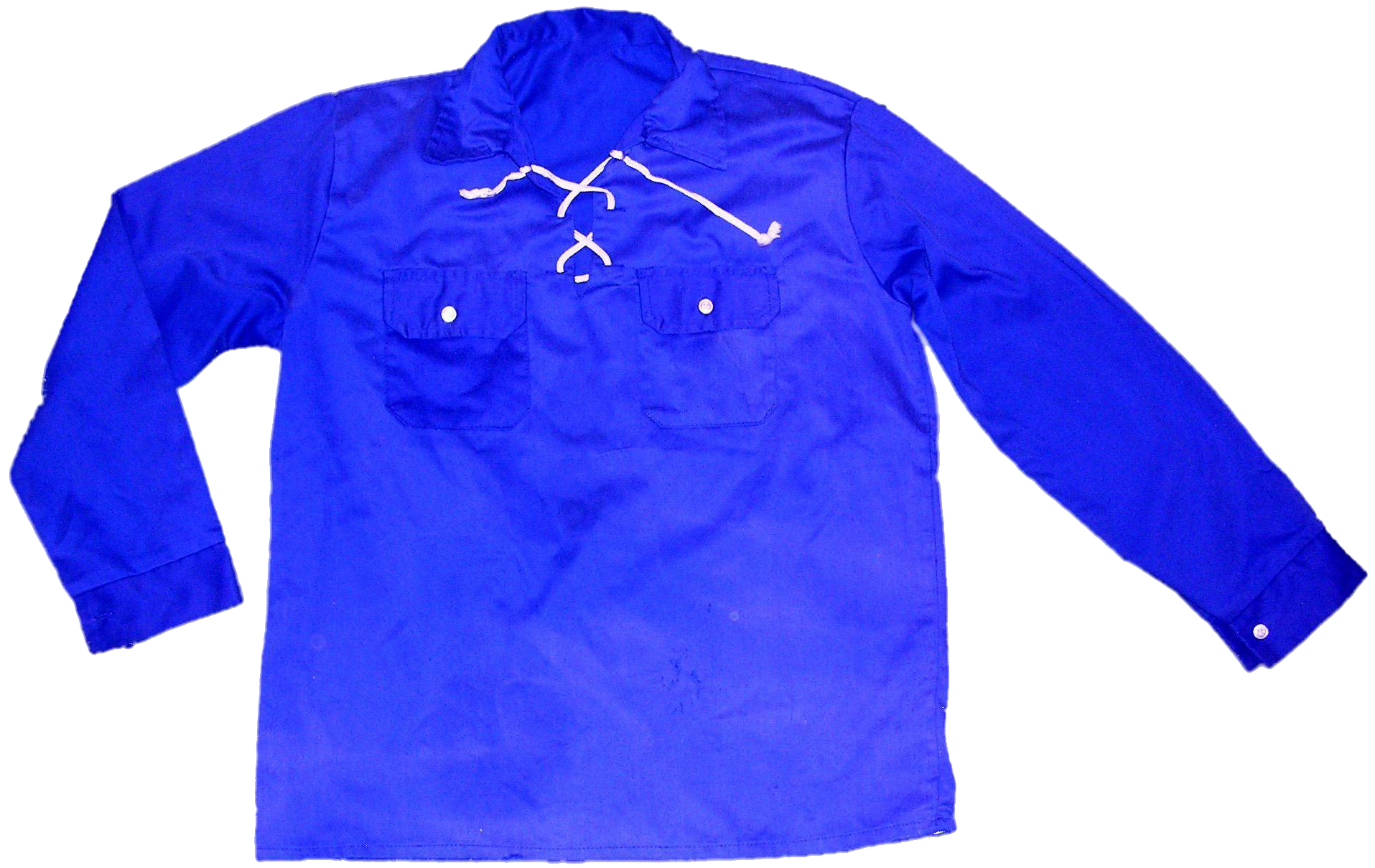
Camisa azul utilizada por los madrijim de los Movimientos Juveniles de origen socialista.

Día de la Hadrajá (hebreo: יום ההדרכה "yom haadrajá", día de la formación) es el término con el que se denomina a la conmemoración del 9 de noviembre, en el que se destaca el papel del educador no formal a lo largo de toda la historia judía. La acepción aplica en especial a los educadores de movimientos juveniles, clubes sociales y centros comunitarios. En términos comunitarios, al Educador no formal judío se lo denomina madrij (hebreo: המדריך "guía").
Si bien en su origen el madrij o madrijá era aquel que lideraba un grupo de jóvenes a lo largo de un proceso educativo anual, en su ascepción moderna se incluye a todo aquel que forma parte del equipo de trabajo, incluyendo personas que se ocupen de elaborar contenidos, de cuestiones logísticas o de diversos quehaceres diarios.

## Origen

### Zivia Lubetkin

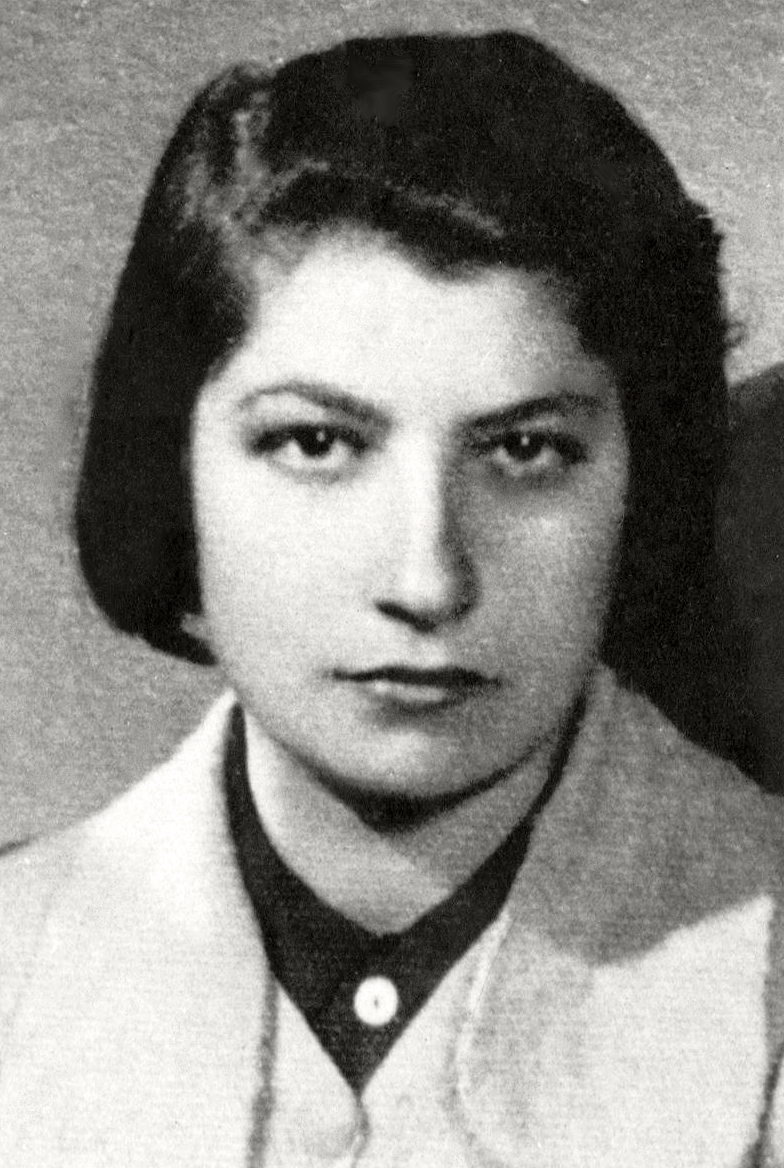
Zivia Lubetkin, madrijá del Movimiento Juvenil Sionista Dror.

El día escogido fue el 9 de noviembre en honor a Zivia Lubetkin (en polaco: Cywia Lubetkin, hebreo: צביה לובטקין), una de las líderes de la resistencia judía frente a los nazis durante la Segunda Guerra Mundial. De joven se desempeñó como madrijá del Movimiento Juvenil Sionista Dror, y durante el levantamiento del gueto de Varsovia Zivia fue la única mujer en el Alto Comando de Resistencia. Sobrevivió al Holocausto e inmigró a Eretz Israel en 1946, a la edad de 32. Ya en Israel fundó el kibutz Lojamei Haguetaot, donde murió en 1978. En 1961 testificó en el juicio contra el nazi Adolf Eichmann.
Fue escogido su día de nacimiento por los valores que la vida de Lubetkin representa: educadora no formal en su juventud, resistencia durante el Holocausto, Aliyá a Israel y establecimiento de un kibutz, además de ser la única mujer liderando en un contexto de mayoría masculina.